# Dendromyza intricata
Dendromyza intricata là một loài thực vật có hoa trong họ Santalaceae. Loài này được (Danser) Stauffer mô tả khoa học đầu tiên năm 1969.